# رمضان جانا
رمضان جانا هي أغنية مصرية من ألحان محمود الشريف  وكلمات حسين طنطاوى وغناء محمد عبد المطلب، قام بغنائها لأول مرة في الإذاعة في 2 رمضان 1362 (2 سبتمبر 1943). ولاتزال الأغنية تعتبر أيقونة استقبال شهر رمضان ووصفها عبد المطلب في إحدى تصريحاته الصحفية بأنها أهم وأشهر من بيان المفتي الذي يُعلن من خلاله استطلاع هلال شهر رمضان.

## كواليس الأغنية
فى منتصف الأربعينات، كان تأثير الحرب العالمية الثانية يلقى بظلاله على حالة الكساد في كل المجالات ومنها الفن حيث أغلقت الكازينوهات وتأثرت السينما، ولم يكن للمطربين والفنانين ملجأ ومصدر للرزق سوى الإذاعة يأتى إليها الفنانون ليختاروا كلمات المؤلفين ،وبقت أغنية رمضان جانا الوحيدة التى لم يختارها أى مغني، حتى أختارها أحمد عبد القادر لكن الإذاعة المصرية رفضت منحه الأغنية لأنها كانت تضع شروطًا من ضمنها رفض قيام مطرب واحد بغناء أغنية عن نفس الموضوع فتنازل عنها لصالح محمد عبدالمطلب، الذي حصل على مبلغ 6 جنيه مصري مقابل غنائها.

## تعديل الكلمات
عدلت كلمات الأغنية بعد إذاعتها لأول مرة وذلك لظروف فنية واجتماعية:
- بالليل نولع قناديلك والشمع يقيد * والليل بطوله نغنيلك ونقول ونعيد
- وندور على بيوت أصحابنا * نملى جيوبنا من أحبابنا
- من العصر نستنى المدفع وودانا معاه * من ساعة ما يلعلع في الجو صداه
- والأكل قدامنا محمر مشمر رمضان جانا أهلًا رمضان

حدث هذا التعديل بسبب دخول الكهرباء إلى الريف المصرى، فتعرض مقطع القناديل وبيوت أصحابنا للحذف، باعتبار أنه يتعارض مع التقدم الذى وصلت إليه مصر، خاصة بعدما دخلت الكهرباء كل البيوت في محافظات مصر المختلفة، وانتهى عصر القناديل والكلوبات التى كانت من أهم مصادر الإضاءة في ذلك الوقت، أما عن مقطع انتظار المدفع، فحذف لطول المدة من أجل التسجيل التليفزيونى حين غناها محمد عبدالمطلب في التليفزيون.

## كلمات الأغنية
- رمضان جانا وفرحنا به، بعد غيابه وبقاله زمان
- غنوا وقولوا شهر بطوله، غنوا وقولوا أهلا رمضان
- رمضان جانا أهلا رمضان، قولوا معانا أهلا رمضان
- بتغيب علينا وتهجرنا وقلوبنا معاك
- وفي السنة مرة تزورنا وبنستناك
- من امتى واحنا بنحسبلك ونوضبلك ونرتبلك
- أهلا رمضان جانا قولوا معانا أهلا رمضان
- رمضان جانا أهلا رمضان، قولوا معانا أهلا رمضان
- يوم رؤيتك لما تجينا زي العرسان
- نفرح وننصب لك زينة أشكال والوان
- أهلا رمضان جانا قولوا معانا أهلا رمضان
- رمضان جانا أهلا رمضان، قولوا معانا أهلا رمضان
- يا مسحراتي دقّلنا تحت الشباك
- سمعنا وافضل غنيلنا للفجر معاك
- واعمل ليلاتي هوليلة تلاتين ليلة حلوة جميلة
- أهلا رمضان جانا قولوا معانا أهلا رمضان
- رمضان جانا أهلا رمضان، قولوا معانا أهلا رمضان
- رمضان جانا وفرحنا به، بعد غيابه وبقاله زمان
- غنوا وقولوا شهر بطوله، غنوا وقولوا أهلا رمضان
- رمضان جانا أهلا رمضان، قولوا معانا أهلا رمضان